# Pont (Côte-d'Or)
Pour les articles homonymes, voir Pont (toponyme).
Pont est une commune française située dans le canton d'Auxonne du département de la Côte-d'Or en région Bourgogne-Franche-Comté.

## Géographie
C'est un village de plaine sur les rives de la Tille. On y trouve le bois de Pont et le bois de la Noue.

### Communes limitrophes

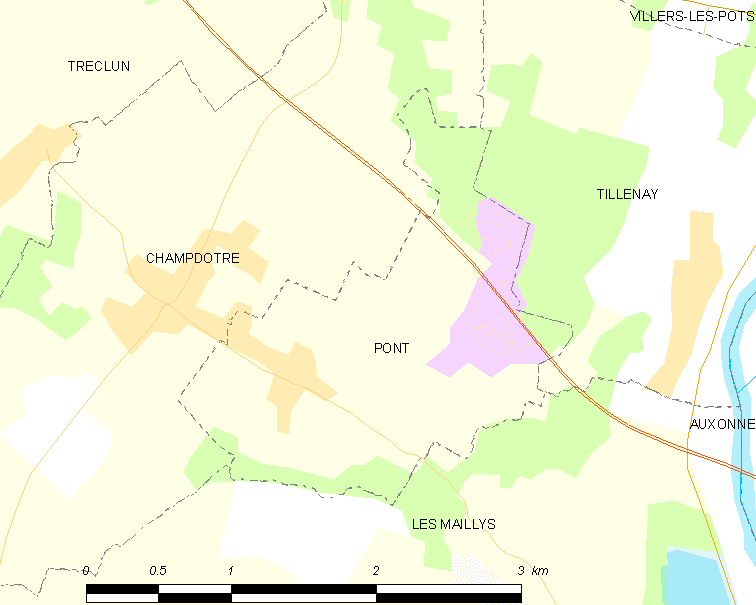
Carte de la commune de Pont et des proches communes.

### Climat
Pour des articles plus généraux, voir Climat de la Bourgogne-Franche-Comté et Climat de la Côte-d'Or.
En 2010, le climat de la commune est de type climat des marges montargnardes, selon une étude du Centre national de la recherche scientifique s'appuyant sur une série de données couvrant la période 1971-2000. En 2020, Météo-France publie une typologie des climats de la France métropolitaine dans laquelle la commune est exposée à un climat semi-continental et est dans la région climatique  Bourgogne, vallée de la Saône, caractérisée par un bon ensoleillement (1 900 h/an), un été chaud (18,5 °C), un air sec au printemps et en été et des vents faibles. 
Pour la période 1971-2000, la température annuelle moyenne est de 10,6 °C, avec une amplitude thermique annuelle de 17,6 °C. Le cumul annuel moyen de précipitations est de 870 mm, avec 11,6 jours de précipitations en janvier et 7,9 jours en juillet. Pour la période 1991-2020, la température moyenne annuelle observée sur la station météorologique de Météo-France la plus proche, « Tavaux Sa », sur la commune de Tavaux à 16 km à vol d'oiseau, est de 11,7 °C et le cumul annuel moyen de précipitations est de 868,7 mm,. Pour l'avenir, les paramètres climatiques de la commune estimés pour 2050 selon différents scénarios d'émission de gaz à effet de serre sont consultables sur un site dédié publié par Météo-France en novembre 2022.

## Urbanisme

### Typologie
Au 1er janvier 2024, Pont est catégorisée commune rurale à habitat dispersé, selon la nouvelle grille communale de densité à 7 niveaux définie par l'Insee en 2022.
Elle est située hors unité urbaine. Par ailleurs la commune fait partie de l'aire d'attraction de Dijon, dont elle est une commune de la couronne,. Cette aire, qui regroupe 333 communes, est catégorisée dans les aires de 200 000 à moins de 700 000 habitants,.

### Occupation des sols
L'occupation des sols de la commune, telle qu'elle ressort de la base de données européenne d’occupation biophysique des sols Corine Land Cover (CLC), est marquée par l'importance des territoires agricoles (60 % en 2018), en diminution par rapport à 1990 (62,3 %). La répartition détaillée en 2018 est la suivante : 
terres arables (60 %), forêts (18 %), zones industrielles ou commerciales et réseaux de communication (13,6 %), zones urbanisées (8,4 %). L'évolution de l’occupation des sols de la commune et de ses infrastructures peut être observée sur les différentes représentations cartographiques du territoire : la carte de Cassini (XVIIIe siècle), la carte d'état-major (1820-1866) et les cartes ou photos aériennes de l'IGN pour la période actuelle (1950 à aujourd'hui).

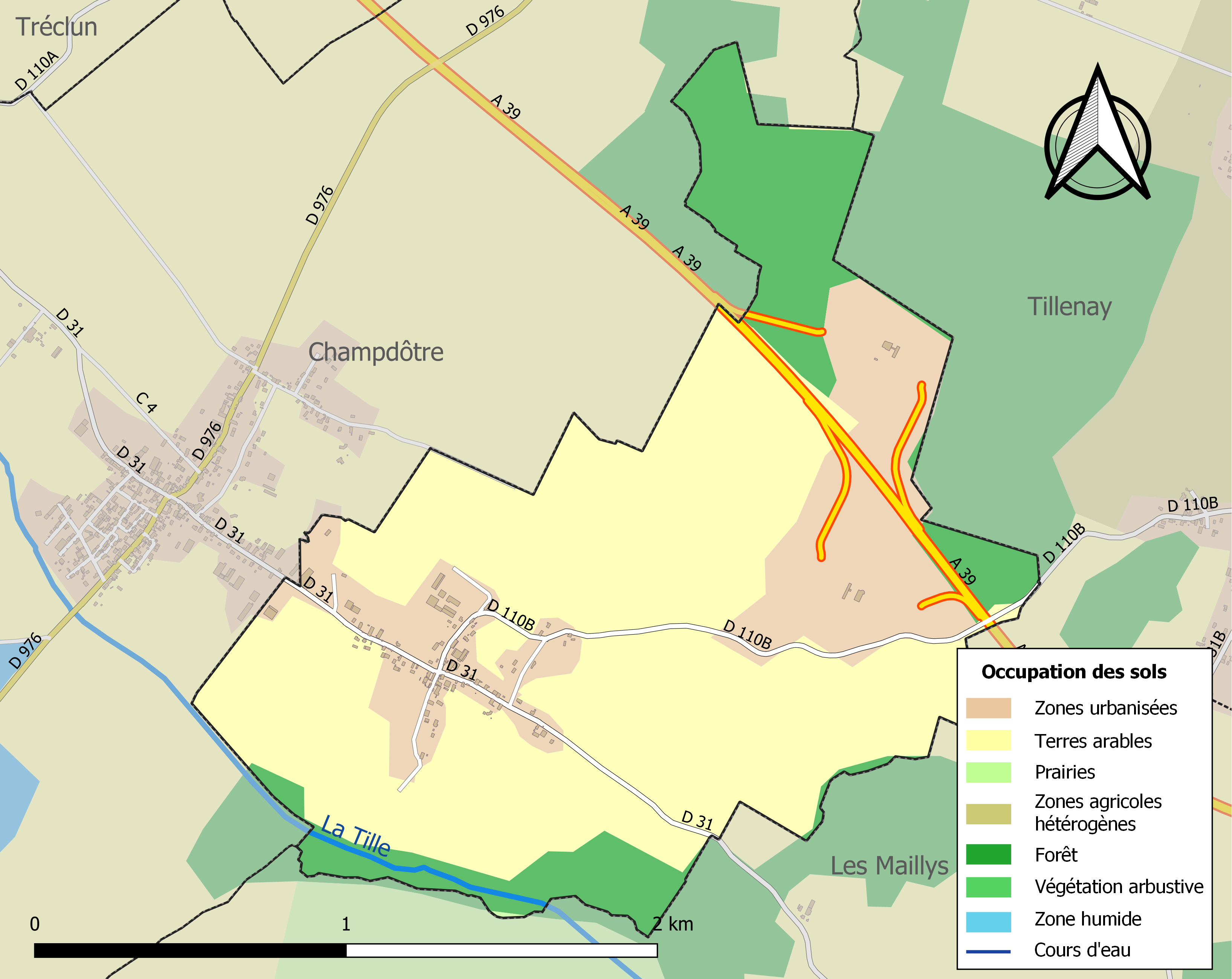
Carte des infrastructures et de l'occupation des sols de la commune en 2018 (CLC).

## Histoire
Le toponyme Pont remonte à l'antiquité, d'époque celte ou romaine et doit son origine au pont jeté sur la Tille en vue d'assurer la libre communication entre la via Agrippa au niveau de Pontiliacus et le pays situé au delà de l'Ouche.
La première mention faite du village figure dans l'acte de donation du domaine de Tillenay, duquel dépend Pont, par Léger d'Autun au chapitre cathédral d'Autun, datant du VIIe siècle.
Pont semble former, très tôt, peut-être après les invasions barbares de 275-276, avec les villages voisins de Tillenay, Champdôtre et Tréclun, un domaine doublé d'une paroisse, ayant d'abord Tillenay puis Champdôtre  pour chef-lieu. Cet ensemble, tombé aux mains des Burgondes, qui s'y installent à la fin du Ve siècle, et dont le royaume est intégré à celui des Francs mérovingien dès 534, Pont passe au cours des deux siècles suivants aux évêques d'Autun.
C'est ainsi que durant son épiscopat (663-677), saint Léger fait don de ce domaine au chapitre de la cathédrale d'Autun[réf. nécessaire].
À partir de 1793, Pont devient une commune appartenant au canton de Pluvault et au district de Saint-Jean-de-Losne, avant d'être rattaché, en 1801, au canton d'Auxonne et à l'arrondissement de Dijon.
Depuis 2005, la commune fait partie de la communauté de communes Auxonne - Val de Saône, et depuis 2017 de la communauté de communes Auxonne Pontailler Val de Saône.

## Politique et administration
| Période                                  | Période             | Identité                          | Étiquette | Qualité                  |
| ---------------------------------------- | ------------------- | --------------------------------- | --------- | ------------------------ |
| Décembre 1792                            | Après Mars 1800     | M. Claude Grapin                  |           | Cultivateur propriétaire |
| Avant Juillet 1800                       | Janvier 1808        | M. André Marchand                 |           | Cultivateur propriétaire |
| Février 1808                             | février 1816        | M. Claude Grapin                  |           | Cultivateur propriétaire |
| Février 1816                             | Juin 1821           | M. André Marchand                 |           | Cultivateur propriétaire |
| Juin 1821                                | Après Février 1823  | M. Claude Sordel ainé             |           | Propriétaire             |
| Avant Mai 1823                           | après Juin 1825     | M. Pierre Belin                   |           | Cultivateur propriétaire |
| Janvier 1826                             | Après Mai 1830      | M. Claude Sordel ainé             |           | Propriétaire             |
| Avant Juillet 1830                       | Avril 1848          | M. Jacques Grapin                 |           | Cultivateur propriétaire |
| Avril 1848                               | Octobre 1855        | M. Claude Grapin                  |           | Cultivateur propriétaire |
| Novembre 1855                            | Après Novembre 1864 | M. Claude Sordel                  |           | Cultivateur propriétaire |
| Avant Janvier 1865                       | Avril 1876          | M. Claude Grapin                  |           | Cultivateur propriétaire |
| Mai 1876                                 | Eté 1876            | M. Jules Rude (Maire par intérim) |           | Cultivateur propriétaire |
| Automne 1876                             | Janvier 1878        | M. Jules Rude                     |           | Cultivateur propriétaire |
| Février 1878                             | Juillet 1882        | M. Jean Marchand                  |           | Cultivateur propriétaire |
| Juillet 1882                             | Après Mars 1884     | M. Jules Rude                     |           | Cultivateur propriétaire |
| Avant Mai 1884                           | Après Janvier 1888  | M. Paul Sordel                    |           | Cultivateur propriétaire |
| Avant Juin 1888                          | Mai 1892            | M. Jean Lombard                   |           | Cultivateur propriétaire |
| Mai 1892                                 | Après Mars 1896     | M. Eugène Sordel                  |           | Cultivateur propriétaire |
| Avant Juin 1896                          | Après Avril 1935    | M. Albert Pestel                  |           | Cultivateur propriétaire |
| Avant Juin 1935                          | Après Janvier 1937  | M. Henri Clemencier               |           | Cultivateur propriétaire |
| mars 2001                                | En cours            | M. Daniel Marechal                | SE        | Agriculteur retraité     |
| Les données manquantes sont à compléter. |                     |                                   |           |                          |

## Démographie
L'évolution du nombre d'habitants est connue à travers les recensements de la population effectués dans la commune depuis 1793. Pour les communes de moins de 10 000 habitants, une enquête de recensement portant sur toute la population est réalisée tous les cinq ans, les populations de référence des années intermédiaires étant quant à elles estimées par interpolation ou extrapolation. Pour la commune, le premier recensement exhaustif entrant dans le cadre du nouveau dispositif a été réalisé en 2007.

En 2022, la commune comptait 158 habitants, en évolution de +22,48 % par rapport à 2016 (Côte-d'Or : +0,82 %, France hors Mayotte : +2,11 %).
| 1793 | 1800 | 1806 | 1821 | 1831 | 1836 | 1841 | 1846 | 1851 |
| ---- | ---- | ---- | ---- | ---- | ---- | ---- | ---- | ---- |
| 255  | 276  | 257  | 251  | 285  | 286  | 284  | 263  | 255  |

| 1856 | 1861 | 1866 | 1872 | 1876 | 1881 | 1886 | 1891 | 1896 |
| ---- | ---- | ---- | ---- | ---- | ---- | ---- | ---- | ---- |
| 257  | 250  | 255  | 234  | 234  | 221  | 205  | 206  | 205  |

| 1901 | 1906 | 1911 | 1921 | 1926 | 1931 | 1936 | 1946 | 1954 |
| ---- | ---- | ---- | ---- | ---- | ---- | ---- | ---- | ---- |
| 191  | 165  | 149  | 127  | 121  | 130  | 118  | 106  | 122  |

| 1962 | 1968 | 1975 | 1982 | 1990 | 1999 | 2006 | 2007 | 2012 |
| ---- | ---- | ---- | ---- | ---- | ---- | ---- | ---- | ---- |
| 101  | 87   | 91   | 84   | 83   | 87   | 92   | 92   | 101  |

| 2017 | 2022 | - | - | - | - | - | - | - |
| ---- | ---- | - | - | - | - | - | - | - |
| 141  | 158  | - | - | - | - | - | - | - |

## Économie
Il y existe des pâturages pour l'élevage de bovins. On y pratique la culture des céréales. Les aires de service Pont Chêne Argent et Pont Val de Saône, situées sur l'autoroute A39 et sur la commune de Pont, sont un acteur important de l'économie locale.

## Culture et festivités
La fête communale se déroule le 25 janvier.

## Culture locale et patrimoine

### Lieux et monuments
- Bascule, Place de la mairie.
- Croix du bourg.
- Lac.
- Monument aux morts.

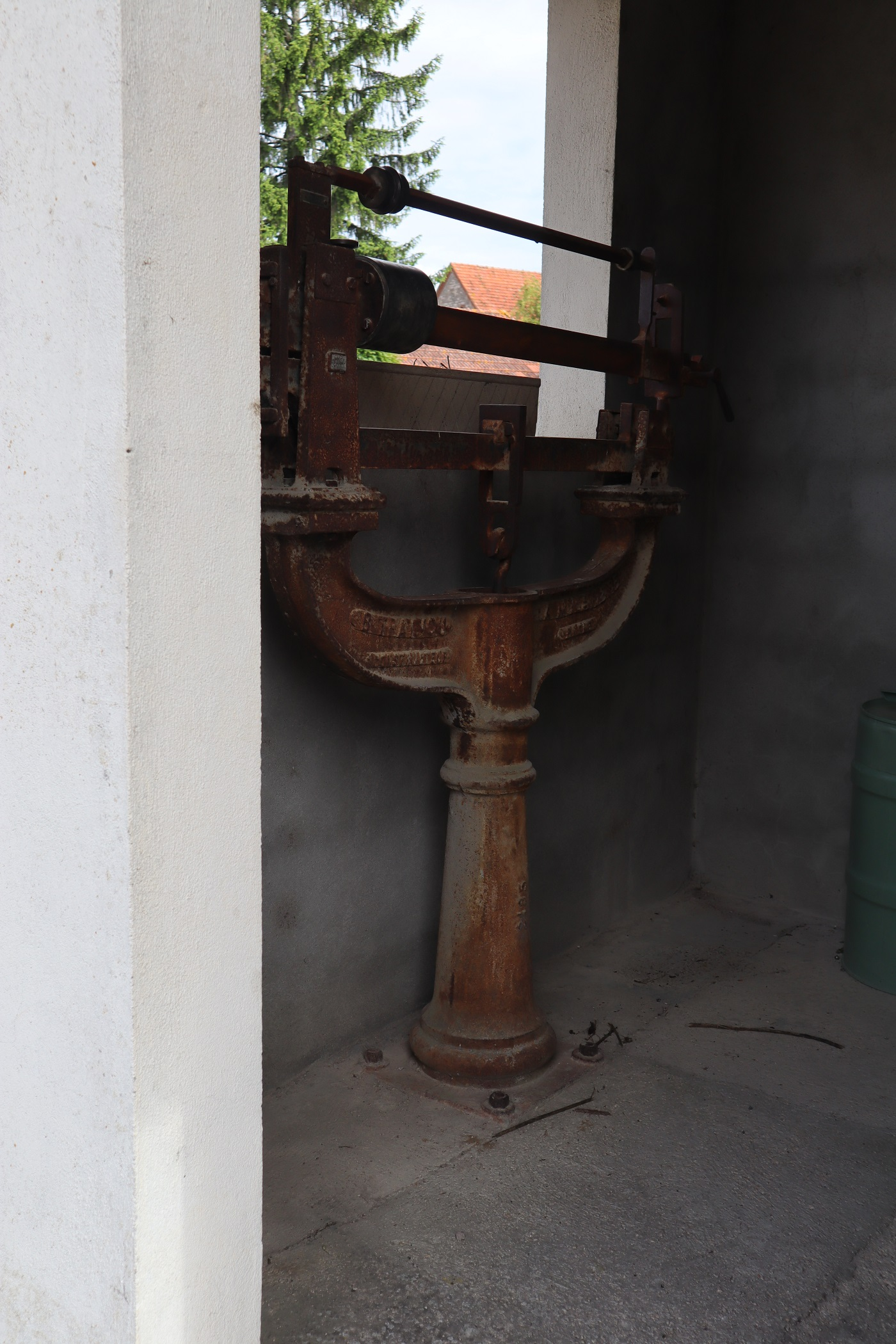
Bascule communale.
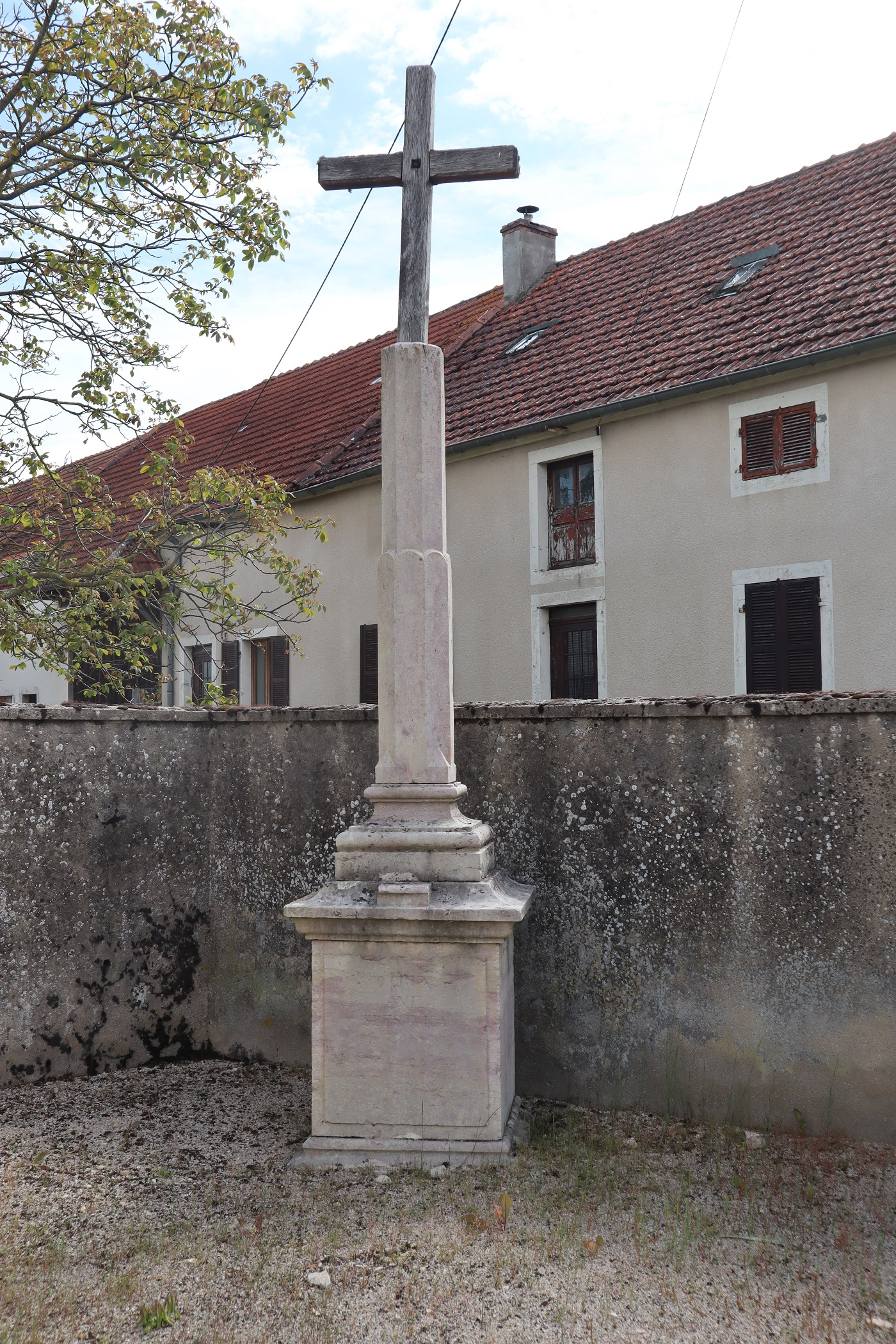
Croix au bourg.
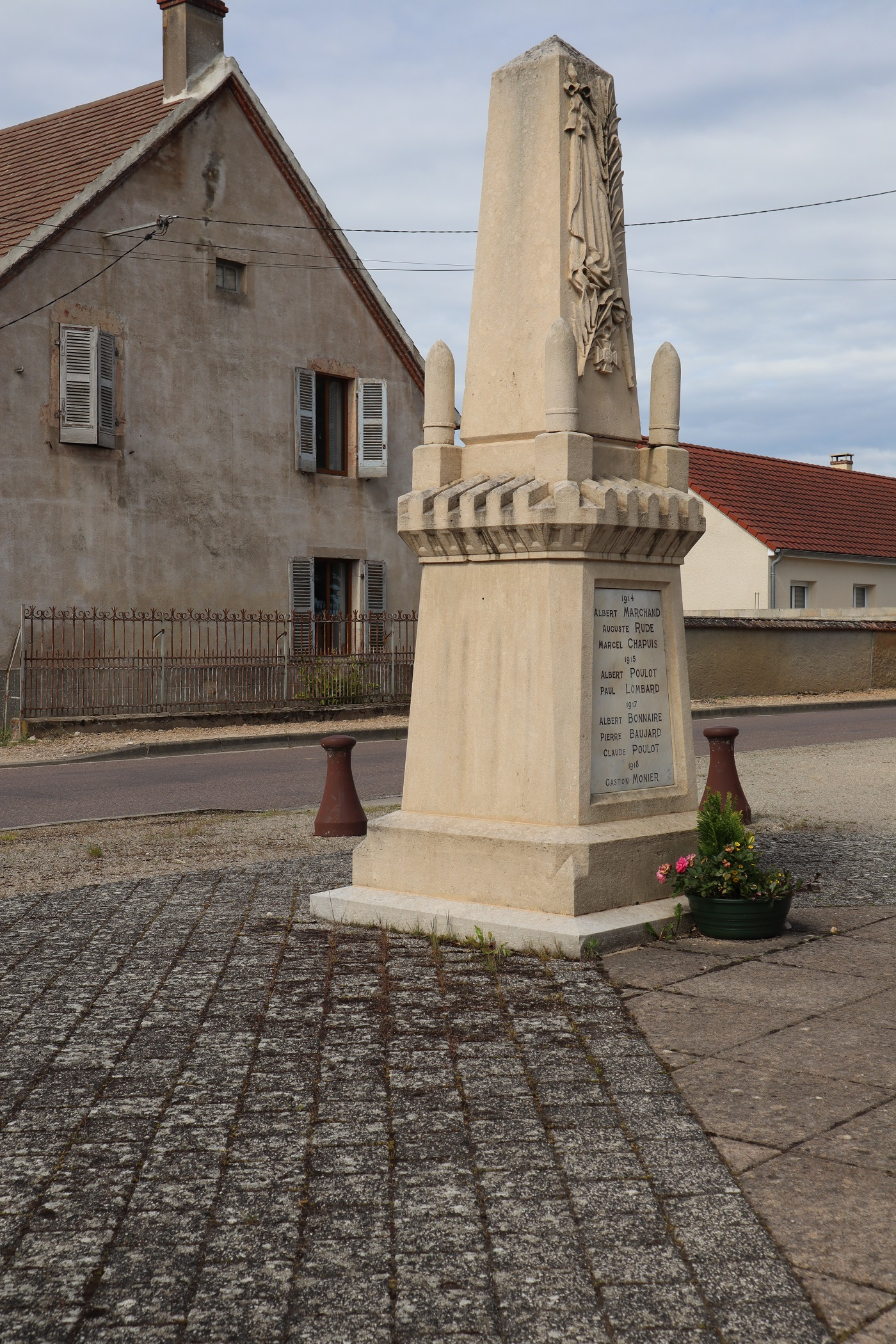
Monument aux morts.

### Héraldique
Pour un article plus général, voir Armorial des communes de la Côte-d'Or.
| Blason de Pont (Côte-d'Or) | Blason  | D'azur au pont alésé d'or, d'une seule arche, maçonné de sable, surmonté de deux épis de blé d'or, celui de dextre posé en barre et celui de senestre en bande, au pal abaissé ondé d'argent mouvant de l'arche du pont ; à la bordure componée d'argent et de gueules de quatorze pièces. |
| Blason de Pont (Côte-d'Or) | Détails | Armes parlantes. Le statut officiel du blason reste à déterminer. |